# Nikolaus Oelhafen
Nikolaus Hieronymus Oelhafen, polnisch Mikołaj Oelhaf, (* 20. März 1604 in Danzig; † 23. Juli 1643 ebenda) war ein deutscher Arzt und Botaniker aus Danzig. Er ist bekannt für ein frühes Buch über die Flora der Umgebung von Danzig.

## Leben
Er war der Sohn des Arztes Joachim Oelhafen (1570–1630), Lehrer der Anatomie (er führte in Polen als erster öffentlich Sektionen durch) am Akademischen Gymnasium und Gründer eines Botanischen Gartens in Danzig. Nikolaus Oelhafen studierte Medizin in Danzig und Italien und wurde nach der Promotion 1630 Arzt in Danzig. Er war Hofarzt von Władysław IV. Wasa und Professor in Danzig.
Sein Buch über die Flora von Danzig von 1643 behandelt 310 Arten von Pflanzen, vor allem Heilpflanzen. Er benutzte das Pinax theatri botanici (1623) von Gaspard Bauhin als Vorbild. Überarbeitete Neuauflagen besorgten in Danzig 1650 Christian Mentzel (Centuria plantarum circa nobile Gedanum sponte nascentium, ad elenchum plantarum Gedanensium dom. Nicolai Oelhafii) und 1656 Lorenz Eichstaedt (Elenchus plantarum circa nobile Borussorum Dantiscum suâ sponte nascentium D. Nicolai Ölhafii, denuo recensitus ac locupletatus â successore ejus, de quo in praefatione).
Im Vorwort seines Buches plädiert er dafür, sich nicht nur für ausländische Pflanzen zu interessieren, sondern auch für heimische Pflanzen. In seinem Werk beschrieb er auch das Vorkommen der Wassernuss, die im 19. Jahrhundert dort schon nicht mehr heimisch war.
Das Buch von Oelhafen ist das erste seiner Art in Preußen, von Erwähnungen von Kräutern in den 1590 herausgegebenen naturwissenschaftlichen Abhandlungen von Bischof Johannes Wigand abgesehen, die kein hohes wissenschaftliches Niveau hatten. Oelhafen regte andere botanische Veröffentlichungen an, so von Jakob Breyne aus Danzig (Exoticarum aliarumque minus cognitarum plantarum centuria prima, 1678), Johannes Loesel, Jacob Theodor Klein und später Gottfried Reyger, der 1764 wieder eine Flora von Danzig veröffentlichte und schon an Carl von Linné orientiert war. 
1637 heiratete er Adelgunde Kneckerbart.

## Schriften
- Elenchus plantarum circa nobile Borussorum Dantiscum sua sponte nascentium. Danzig 1643

Digitalisat, Stadtbibliothek Lübeck